# 392
392 foi um ano bissexto do século IV que teve início a uma quinta-feira e terminou a uma sexta-feira, segundo o Calendário Juliano. As suas letras dominicais foram D e C. Segundo o horóscopo chinês, foi o ano do Dragão.
| Ano completo                           |
| -------------------------------------- |
| Ano bissexto com início à quinta-feira |

## Nascimentos
- Clódio, rei semi-lendário dos francos salianos da dinastia merovíngia